# Syspasis lineator
Syspasis lineator är en stekelart som först beskrevs av Fabricius 1781.  Syspasis lineator ingår i släktet Syspasis och familjen brokparasitsteklar. Arten är reproducerande i Sverige. Inga underarter finns listade i Catalogue of Life.